# 오키정
오키정(일본어: 大木町 오키마치[*])은 일본 후쿠오카현 남서부에 있는 미즈마군의 정이다.
후쿠오카시로의 통근, 통학 인구가 5%를 넘어 후쿠오카 도시권(5% 통근권)을 구성하는 지자체 중 하나이다. 현재 미즈마군을 구성하는 유일한 자치체이다.

## 지리
후쿠오카현 남서부, 구루메시 중심부에서 남서쪽으로 약 15km 떨어진 곳에 위치한다. 정 전체가 지쿠고 평야의 일부를 이루고 있고 정내에는 크리크가 둘러쳐져 있다.

### 인접한 자치체
- 오카와시
- 구루메시
- 야나가와시
- 지쿠고시

## 역사
- 1955년 1월 1일 - 3개 촌이 대등 합병해 오키정이 성립하였다.

## 산업
쌀·골풀 재배를 중심으로 하는 농업 지역이면서 인접하는 오카와시의 특산품인 오카와 가구의 생산도 행해지고 있다.

## 교통

### 철도
- 서일본 철도 덴진오무타선

### 도로
- 국도 442호선